# Chöpfi

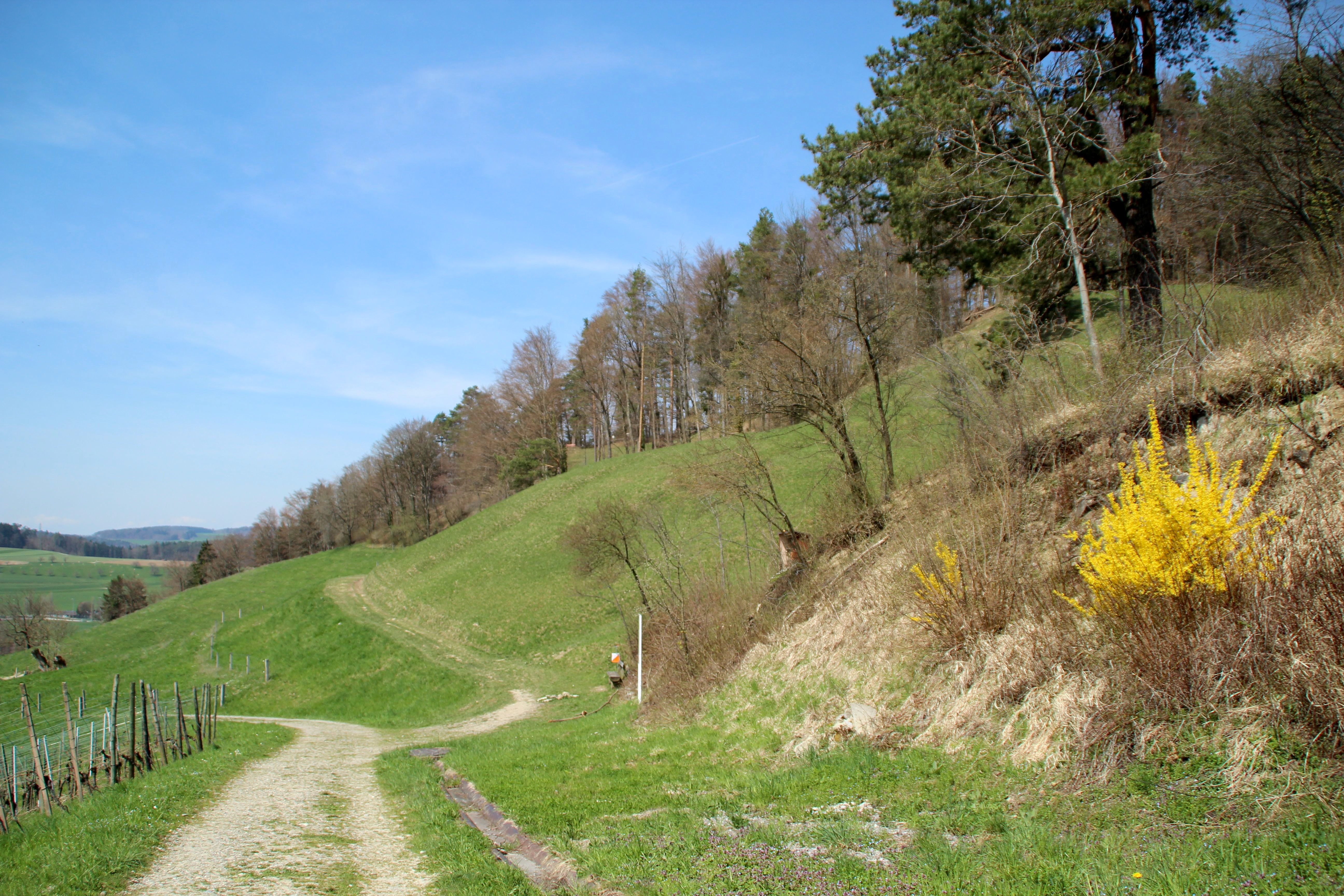
In der Bildmitte: Die Chöpfi am Wolfensberg

Die Chöpfi ist ein Sandstein-Aufschluss am Stadtrand von Winterthur. Sie liegt unterhalb des höchsten Punkts am Südhang des Wolfensbergs oberhalb von Wülflingen. Die Chöpfi ist ein beliebtes Ausflugsziel.

## Entstehung

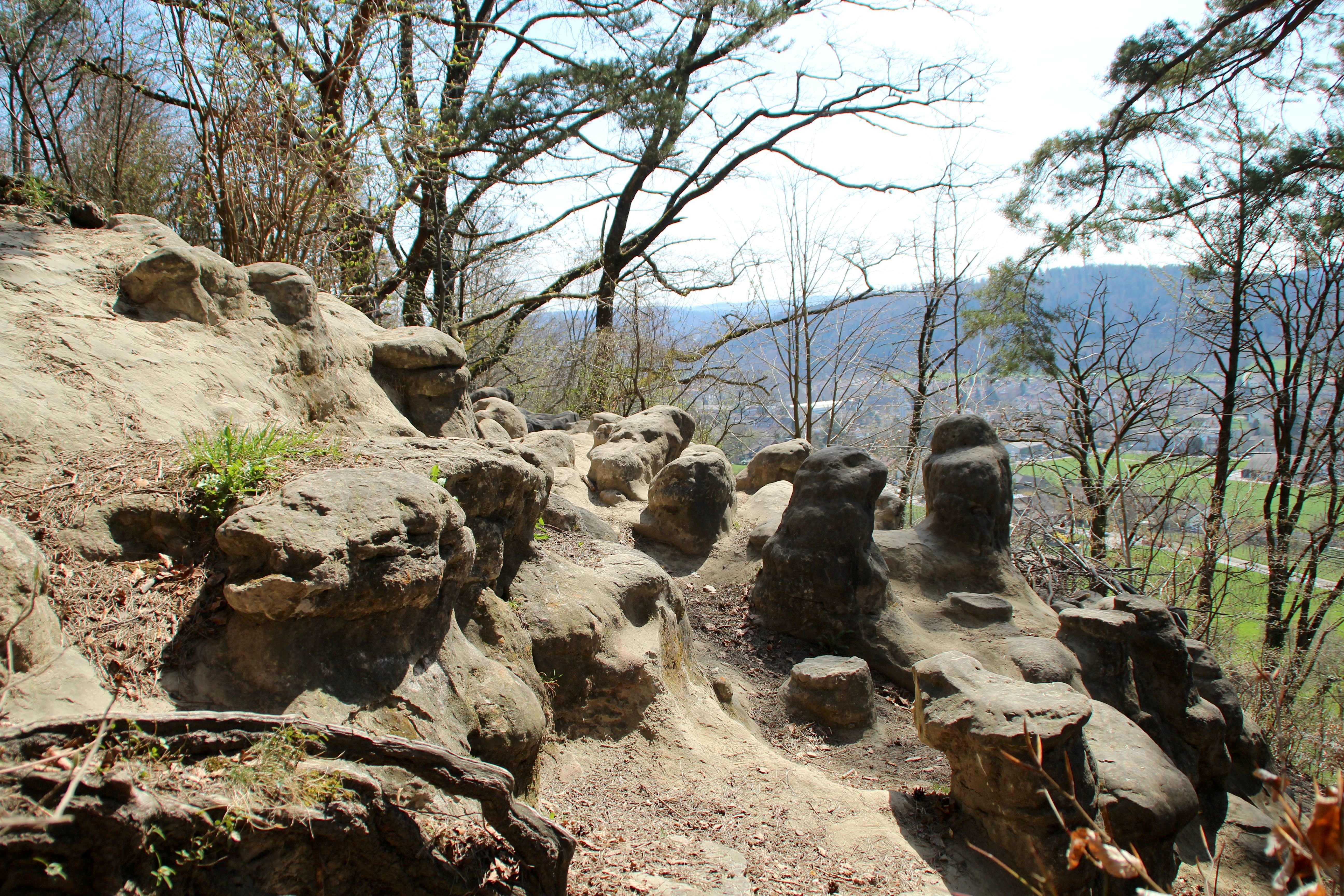
Die charakteristischen Sandsteinköpfe

Der in der Chöpfi freiliegende Molasse-Sandstein besteht aus tertiären, vor rund 15 Millionen Jahren entstandenen Ablagerungen der oberen Süsswassermolasse. Die Sandsteingebilde entstanden durch ein gewaltiges Erdbeben mit einer Stärke von 5,5 bis 6, das ein Meteoriteneinschlag im Nördlinger Ries vor knapp 15 Millionen Jahren ausgelöst hatte. Dort, wo heute die Chöpfi liegt, gab es zum Zeitpunkt des Nördlinger Impakts lockere, sandige Ablagerungen an der Erdoberfläche. Einige Meter darunter lag eine mit Wasser gesättigte Sandschicht, die nach unten durch eine tonhaltige Schicht abgedichtet war. Als die starken Erdbebenwellen diese Grundwasserschicht durchliefen, verlor das Sand-Wasser-Gemisch seine Struktur und verflüssigte sich. Dabei stieg es blasenförmig auf in die darüberliegenden, trockenen Schichten. Die «Blasen» blieben schliesslich in unterschiedlichen Tiefen stecken. Und weil das aufgestiegene Gemisch stark kalkhaltig war, wurden die pilzförmigen Sandgebilde später hart wie Zement. In den Jahrtausenden danach wurden die Sandköpfe mit neuen Sedimentschichten überdeckt. Erst die Eiszeitgletscher trugen diese Ablagerungen wieder Schicht für Schicht ab. Während der umliegende reine Sandstein im Laufe der Zeit wegerodiert wurde, bildete das übriggebliebene härtere Gestein die charakteristischen „Köpfe“ (Knauer), die dem Ort seinen Namen gaben. Wäre die Abtragung nur wenige Meter tiefer gegangen, wären die Chöpfi für immer verschwunden.

## Naturschutzgebiet

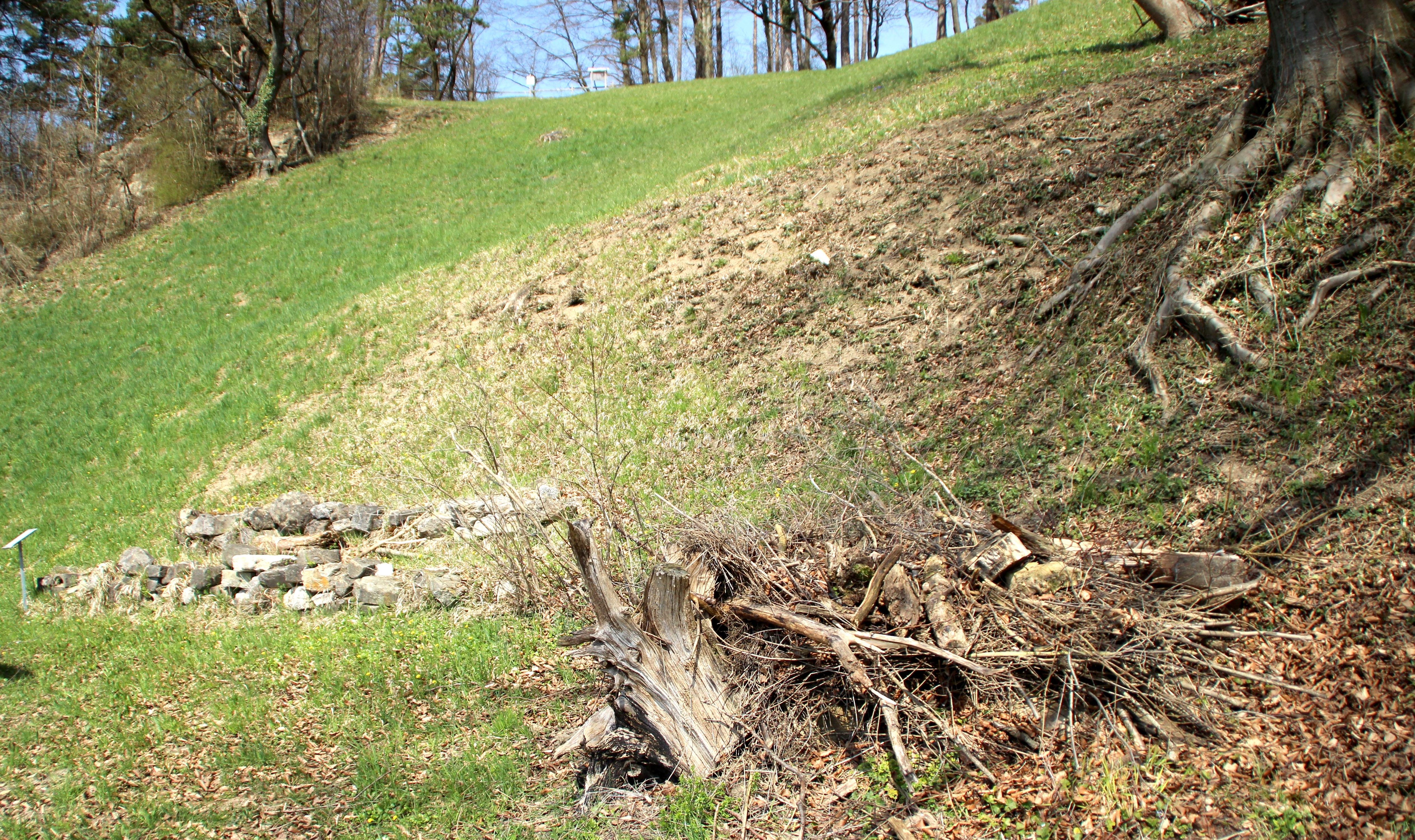
Trockenmauer und Asthaufen

Das Gebiet Chöpfi-Wolfensberg ist ein Naturschutzgebiet von kantonaler Bedeutung, zudem seit 2010 eingetragen im Bundesinventar der Trockenwiesen und -weiden von nationaler Bedeutung (0,43 Hektar). Trockenmauern und Asthaufen bieten Lebensraum für Kleintiere. In einem Bienenhotel finden Wildbienen Unterschlupf.